# Salone dell'automobile di Chicago
Il Salone dell'automobile di Chicago (in inglese Chicago Auto Show) è un salone dell'automobile che si svolge annualmente in febbraio nella città statunitense. È una delle più importanti manifestazioni di questo genere in Nord America.
L'evento, la cui prima edizione risale al 1901, è il salone dell'automobile che è stato organizzato più volte in Nord America, e continua ad essere uno dei più importanti nel mondo. Ogni anno è visitato da oltre un milione di persone. Viene organizzato in febbraio al McCormick Place. Nel 2008 il salone dell'automobile di Chicago ha raggiunto un importante primato, dato che è stata organizzata la 100ª edizione. È stato infatti il primo salone dell'auto del mondo a raggiungere questo traguardo.

## 2014
Il salone si è tenuto dall'8 al 17 febbraio.

### Auto di produzione
- BMW X3, restyling 2015[1]
- Dodge Journey Crossroad, 2014[2]
- Hyundai Veloster RE:FLEX Edition, 2014[3]
- Kia Soul EV, 2015[4]
- Lincoln Navigator, restyling 2015[5]
- Subaru Legacy, 2015 (sesta generazione)[6]
- Volvo S60 e Volvo V60 versioni Polestar, debutto negli Stati Uniti[7]

### Concept Car
- Kia Niro
- Nissan Frontier Diesel Runner[8]